# Picrostigeus pumilus
Picrostigeus pumilus är en stekelart som först beskrevs av Holmgren 1858.  Picrostigeus pumilus ingår i släktet Picrostigeus och familjen brokparasitsteklar. Inga underarter finns listade i Catalogue of Life.